# 보성소방서
보성소방서(寶城消防署, Boseong Fire Station)는 전라남도 보성군을 관할하는 전라남도 소방본부 산하의 소방서이다.
소방서장은 소방정으로 보한다.

## 연혁
- 1998년 9월 29일: 보성소방서 개서
- 2012년 9월 27일: 강진소방서 분리
- 2017년 5월 4일: 고흥소방서 분리

## 조직
| - 소방행정과 - 소방행정팀 - 예산장비팀 | - 대응구조과 - 현장대응팀 - 구조구급팀 | - 예방안전과 - 예방홍보팀 - 소방민원팀 | - 현장대응단 - 지휘 1팀 - 지휘 2팀 - 지휘 3팀 |

## 관할센터 및 관할구역
보성소방서는 3개의 119안전센터와 1개의 구조대를 산하에 두고 있다.
| 명칭                 | 사진 | 주소                       | 관할구역                                                            | 지역대                      |
| -------------------- | ---- | -------------------------- | ------------------------------------------------------------------- | --------------------------- |
| 벌교119안전센터      |      | 벌교읍 녹색로 5247         | 벌교읍 일부(옥전리, 칠동리, 척령리, 마동리, 장좌리), 조성면, 득량면 | 조성119지역대 예당119지역대 |
| 보성119안전센터      |      | 보성군 보성읍 송재로 160   | 노동면, 미력면, 겸백면, 복내면, 문덕면, 회천면, 웅치면              | 복내119지역대 회천119지역대 |
| 홍교119안전센터      |      | 보성군 벌교읍 홍암로 116-4 | 벌교읍 일부(옥전리, 칠동리, 척령리, 마동리, 장좌리 제외), 율어면    |                             |
| 보성소방서 119구조대 |      | 보성군 벌교읍 녹색로 5247  | 보성소방서 관할구역 전역                                            |                             |

## 같이 보기
- 대한민국 소방청
- 대한민국의 소방
- 소방관 계급